# Carlo Delle Piane
Carlo Delle Piane (Róma, 1936. február 2. – Róma, 2019. augusztus 23.) olasz színész.

## Filmjei
- Curoe (1948)
- Vogliamoci bene! (1950)
- Holnap már késő (Domani è troppo tardi) (1950)
- Io sono il capataz (1951)
- La famiglia Passaguai (1951)
- Rendőrök és tolvajok (Guardie e ladri) (1951)
- Un ladro in paradiso (1952)
- La famiglia Passaguai fa fortuna (1952)
- Bellezze a Capri (1952)
- Papà diventa mamma (1952)
- È arrivato l'accordatore (1952)
- L'uomo, la bestia e la virtù (1953)
- Un americano a Roma (1954)
- La grande speranza (1955)
- Sait-on jamais...) (1957)
- Serenate per 16 bionde (1957)
- Fortunella (1958)
- A férfi is tolvaj, a nő is tolvaj (Ladro lui, ladra lei) (1958)
- Adorabili e bugiarde (1958)
- Un mandarino per Teo (1960)
- Mi, olaszok és a nők (Gli italiani e le donne) (1962)
- Totò e Cleopatra (1963)
- A monzai barát (Il monaco di Monza) (1963)
- Totò contro i quattro (1963)
- Egymillió karátos ötlet (Caccia alla volpe) (1966)
- A fogadósnénak is van egy (Frau Wirtin hat auch einen Grafen) (1968)
- L'arcangelo (1969)
- Pensiero d'amore (1969)
- Gerard kalandjai (The Adventures of Gerard) (1970)
- Kő a szájban (Il sasso in bocca) (1970)
- Micsoda? (Che?) (1972)
- La signora gioca bene a scopa? (1974)
- L'insegnante (1975)
- Una bella governante di colore (1978)
- Hullócsillagok (Le strelle nel fosso) (1979)
- Egy kirándulás képei (Una gita scolastica) (1983)
- Mi, hárman (Noi tre) (1984)
- Az ünnepség (Festa di laurea) (1985)
- Karácsonyi ajándék (Regalo di Natale) (1986)
- Menyasszonyok vonata (Sposi) (1988)
- I giorni del commissario Ambrosio (1988)
- Condominio (1991)
- Amerikai szerelem (Un amore americano) (1994, tv-film)
- Dichiarazioni d'amore (1994)
- Io e il re (1995)
- Az angyalok útja (La via degli angeli) (1999)
- Lovagok hőstette (I cavalieri che fecero l'impresa) (2001)
- Karácsonyi visszavágó (La rivincita di Natale) (2004)
- Tickets (2005)
- Nessun messaggio in segreteria (2005)
- Ki menti meg a rózsákat? (Chi salverà le rose?) (2017)